# Tchitkan
Tchitkan (en russe : Читка́н, en bouriate : Шидхан, Shidkhan) est un village et commune du raïon de Bargouzine de Bouriatie, en Russie. Sa population s'élevait à 765 habitants en 2024.

## Géographie
Le village de Tchitkan se situe en Bouriatie, une république de Russie située en Transbaïkalie, région de Sibérie orientale à l'est du lac Baïkal. Il fait partie du district fédéral extrême-oriental. Il se trouve dans le raïon de Bargouzine, un raïon de la république dans le centre-nord de celle-ci,. La superficie de la commune est de 34 352 ha. Le village se trouve dans l'extrémité sud-ouest de vallée de la Bargouzine, au pied des monts Ikat au sud-est.

Le fuseau horaire du village est MSK+5 (heure d'Irkoutsk). Le décalage horaire appliqué par rapport au temps universel coordonné est +09:00.

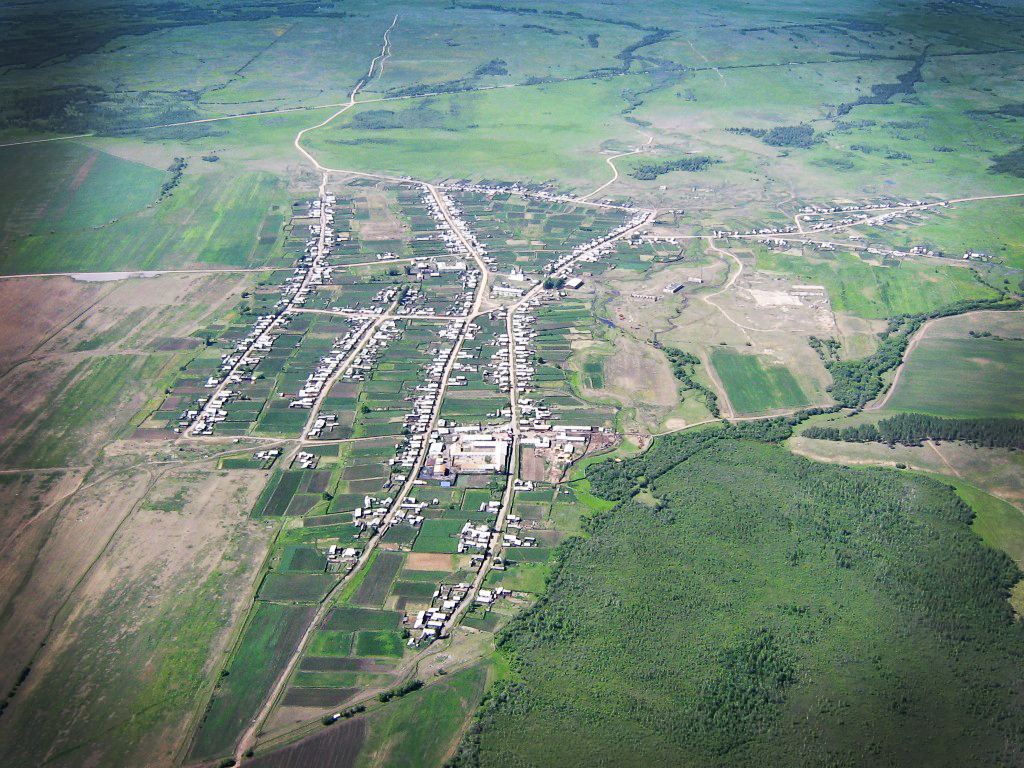
Vue aérienne.
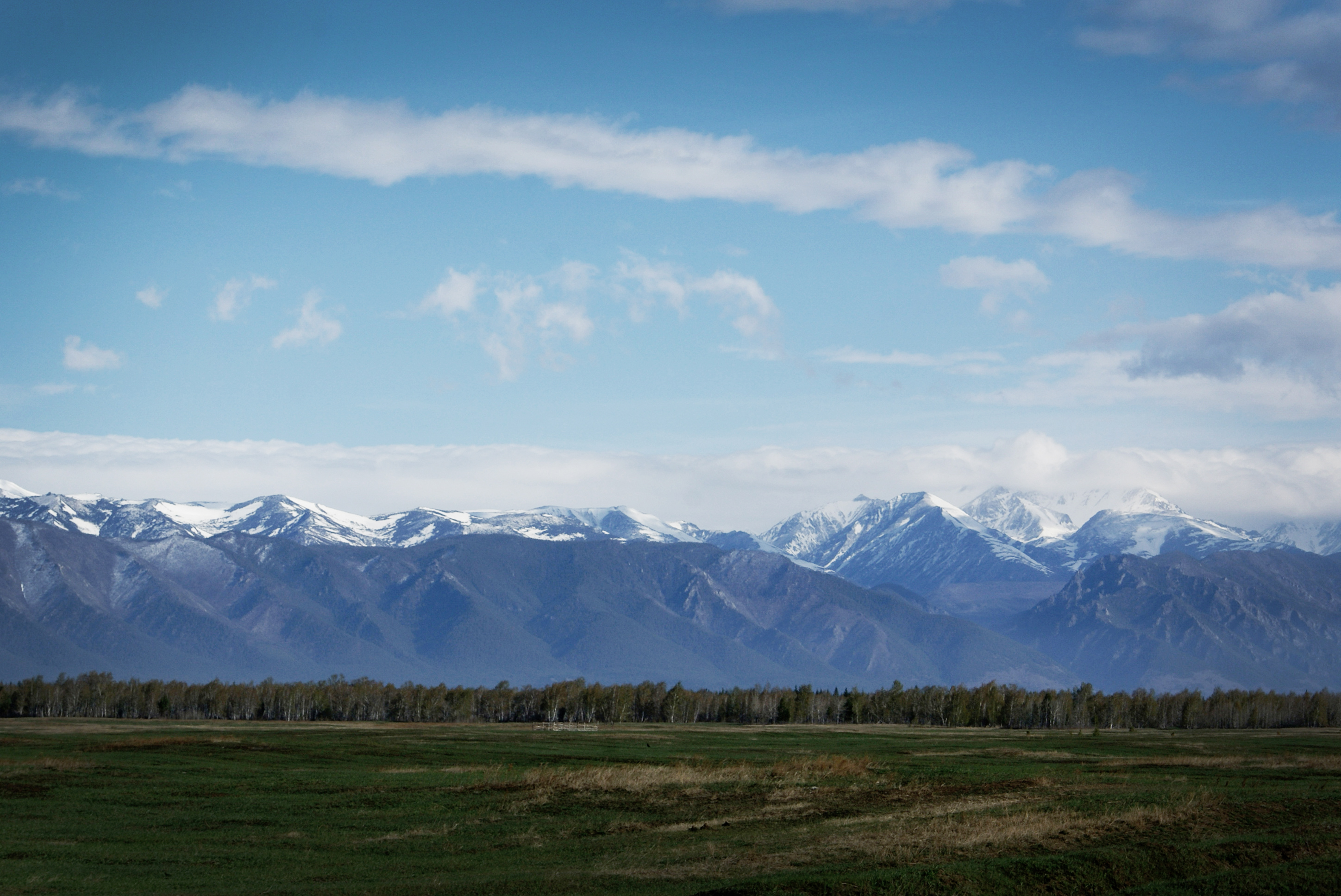
Les Monts Bargouzine depuis le village.
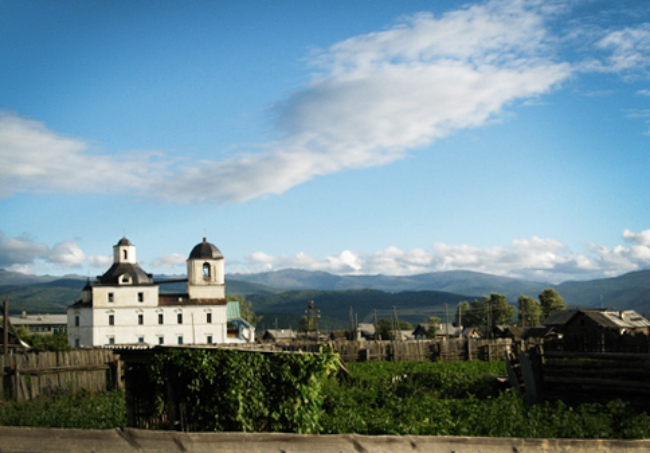
Le village et son église.

## Toponymie
D'après la légende, lorsque des chasseurs Toungouses dirent aux Russes les zones de chasses de la région, ils dirent qu'il avaient près de certains des lacs des Tchitkans. Ce mot désigne des troupeaux de petits oiseaux aquatiques (canards, sarcelles, etc.). Les Russes nommèrent ensuite les endroits où se trouvaient ces troupeaux des Tchitkans, d'où le nom du village.

## Histoire
La première mention du village de Tchitkan remonte au XVIIe siècle, lorsque les premiers colons s'installèrent ici. L'église est construite entre 1829 et 1959, et en 1874, une école paroissiale est ouverte. Une bibliothèque est inaugurée par la suite en 1894.
Une première commune de travailleurs fut créée en 1921, qui fut transformée à la fin des années 1920 en une artel agricole. En 1926, une école est ouverte à Tchitkan, puis une maison de retraite en 1928.  En 1958, une nouvelle ferme collective est créée, qui fusionne dans celle de Bargouzine en 1961. En 1974, la ferme de Tchitkan est à nouveau séparée de celle de Bargouzine. Un nouveau bâtiment pour le poste paramédical est construit au milieu des années 1980, et en 1981 la maison de la Culture est reconstruite. En 1991, une nouvelle école maternelle est construite.

## Politique et administration
Tchitkan forme une municipalité (établissement rural) du raïon depuis 2006.

## Démographie
Recensements (*) et estimations de la population:
| 2002* | 2010* | 2021* | 2024 |
| ----- | ----- | ----- | ---- |
| 979   | 837   | 765   | 765  |

## Économie
Le village compte une foresterie, depuis 2008 une scierie et depuis 2010 un parc d'engraissement pour l'élevage de bovins. En 2016, le nombre d'employés était de 234 personnes sur une population active totale de 639 personnes, et il y avait 152 chômeurs.
Le village compte en services une école secondaire, un jardin d'enfant, un poste paramédical, une bibliothèque, une poste, 6 magasins ainsi qu'une maison de al Culture. Il y a aussi deux installations sportives dont un gymnase.

## Culture locale et patrimoine

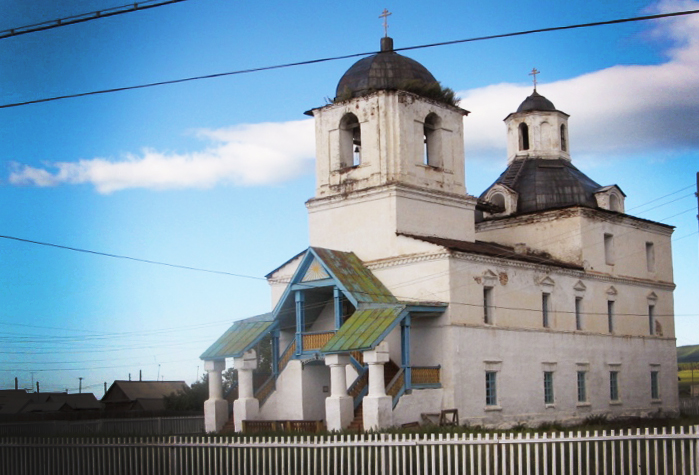
L'église de la Nativité de Tchitkan.

L'église de la Nativité du Christ est classée comme objet patrimonial culturel d'importance régionale depuis 1971 sous le no 031410049920005. Sa construction fut décidée par une assemblée de village en 1828. Elle fut construite dans le style néoclassique, en deux étages et en bois. La construction commença en 1829 et termina dix ans plus tard. Un autel fut consacré à la Nativité et un autre fut consacré dix ans plus tard aux apôtres Pierre et Paul. En 1936 après la fermeture de l'église, les croix en or de l'église furent détruites par les autorités soviétiques.